# True Story (album de Terror Squad)
Pour les articles homonymes, voir True Story.
Albums de Terror Squad
The Album
(1999)
True Story est le deuxième album studio de Terror Squad, sorti le 27 juillet 2004. 
L'album s'est classé à la 1re place du Top R&B/Hip-Hop Albums et à la 7e du Billboard 200.

## Liste des titres
| No  | Titre                                             | Contient un (des) sample(s) de                                                          | Durée |
| --- | ------------------------------------------------- | --------------------------------------------------------------------------------------- | ----- |
| 1.  | Nothing's Gonna Stop Me                           | Nothing Can Stop Me de Marilyn McCoo et Billy Davis, Jr.                                | 2:42  |
| 2.  | Yeah Yeah Yeah                                    | Burning Bridges de Lalo Schifrin et Mike Curb Congregation                              | 3:07  |
| 3.  | Hum Drum                                          | The Dean and I de 10cc                                                                  | 4:11  |
| 4.  | Lean Back                                         | Big Poppa de The Notorious B.I.G. Money Ain't a Thang de Jermaine Dupri featuring Jay-Z | 4:07  |
| 5.  | Take Me Home (featuring Dre)                      | If Only for One Night de Roberta Flack et Peabo Bryson Going Back to Cali de LL Cool J  | 3:30  |
| 6.  | Streets of NY                                     |                                                                                         | 3:14  |
| 7.  | Bring'em Back (featuring Big L et Big Pun)        |                                                                                         | 4:26  |
| 8.  | Yes Dem to Def                                    | The Long Wait de Morton Stevens Ask Billie (They Tell Me) de Bell & James               | 3:49  |
| 9.  | Pass Away (featuring Tha Realest)                 |                                                                                         | 3:52  |
| 10. | Let Them Things Go (featuring Dre et Young Selah) |                                                                                         | 4:04  |
| 11. | Thunder in the Air                                |                                                                                         | 3:18  |
| 12. | Terror Era                                        | John Blaze de Fat Joe et Big Pun featuring Jadakiss, Nas et Raekwon                     | 3:06  |